# Лусто-Лаланн, Морис
Морис Жан Леонард Лусто-Лаланн (фр. Maurice Loustau-Lalanne) — государственный деятель Сейшельских Островов.

## Биография
Начал свою трудовую карьеру на государственной службе в качестве авиадиспетчера. В 1981 году стал генеральным директором Управления гражданской авиации Сейшельских островов (SCAA) на пять лет.
Был сотрудником Air Seychelles.
В 2016 году назначен министром туризма, гражданской авиации, портов и морской инфраструктуры Республики Сейшельские Острова, до этого занимал пост государственного секретаря в четырёх других министерствах, в частности в области окружающей среды, туризма и транспорта, иностранных дел и здравоохранения.
С 27 апреля 2018 года работает Министром финансов, торговли, инвестиций и экономического планирования Республики Сейшельские Острова.